# Bieździadów
Bieździadów – wieś w Polsce położona w województwie wielkopolskim, w powiecie jarocińskim, w gminie Żerków.
W latach 1975–1998 miejscowość administracyjnie należała do województwa kaliskiego.
Przy głównej drodze w centrum wsi znajduje się kaplica, obok której usytuowano symboliczną mogiłę ofiar I wojny światowej. Upamiętnia ona 22 poległych mieszkańców Bieździadowa.
Przez Bieździadów przebiega czerwony szlak rowerowy, łączący Żerków przez Dębno, Czeszewo i Mikuszewo z Miłosławiem.
Wieś położona jest na terenie Żerkowsko-Czeszewskiego Parku Krajobrazowego.
Nazwa wsi najprawdopodobniej pochodzi od słowa "Bez dziadów".
Miejscowość Bieździadów posiada zabytkowy konny wóz strażacki, który niedawno został odnowiony.